# Not as Good as the Book
Not as Good as the Book is het zesde muziekalbum van de Britse band The Tangent.

## Inleiding
Doordat Andy Tillison het heft in handen had genomen en ook Guy Manning nog meespeelde, was The Tangent in 2008 eigenlijk een voortzetting van Parallel or 90 Degrees, een eerdere band van beiden. Four egos is zelfs van Po90: van het niet afgemaakte album A Kick in the Teeth for Civic Pride, maar in de ogen van Tillison dan nog steeds actueel. De muziek ging nu ook die richting (Po90) uit.
Opnamen vonden plaats in de twee geluidsstudio’s van Tillison (Engeland, Frankrijk), Manning (Engeland) en Reingold (Zweden). Thema van het album is de vernietiging van de aarde door de mensheid, alles in de ogen van Tillison, conform de platenhoes voelt hij (in kleur afgebeeld) zich vaak een eenling binnen de massa (grijs afgebeeld)

## Musici
- Andy Tillison – toetsen, gitaar, zang
- Guy Manning – gitaar en zang (eerste zangstem op His)
- Jonas Reingold – basgitaar (uit The Flower Kings)
- Jaime Salazar – slagwerk (idem)
- Theo Travis – dwarsfluit en sopraansaxofoon, tenorsaxofoon (uit Soft Machine Legacy)
- Jakko Jakszyk – gitaar en zang (uit Level 42 en 21st Century Schizoid Band)

Met
- Julie King- zang (Ours)
- ongenoemde hoornist (A crisis in mid-life)

## Composities
Alle van Tillison met medewerking van Manning en Reingold:

| Nr. | Titel                            | Duur  |
| --- | -------------------------------- | ----- |
| 1.  | A crisis in mid-life             | 7:13  |
| 2.  | Lost in London (25 years later)  | 7:33  |
| 3.  | The ethernet                     | 10:13 |
| 4.  | Celebrity mincer (4nstrumentaal) | 3:43  |
| 5.  | Not as good as the book          | 8:54  |
| 6.  | A sale of two souls              | 7:16  |
| 7.  | Bat out of Basildon              | 5:54  |

| Nr. | Titel                                                | Duur  |
| --- | ---------------------------------------------------- | ----- |
| 1.  | Four egos, one war: Ours                             |       |
| 2.  | Four egos, one war: Theirs                           |       |
| 3.  | Four egos, one war: His                              |       |
| 4.  | Four egos, one war: Mine                             | 21:14 |
| 5.  | The full gamut – a travelogue: The D599              |       |
| 6.  | The full gamut – a travelogue: Göteborg              |       |
| 7.  | The full gamut – a travelogue: Last tango            |       |
| 8.  | The full gamut – a travelogue: Studio ten            |       |
| 9.  | The full gamut – a travelogue: Not a drill           |       |
| 10. | The full gamut – a travelogue: Southend on sea       |       |
| 11. | The full gamut – a travelogue: The Al north of Paris |       |
| 12. | The full gamut – a travelogue: Four last days        |       |
| 13. | The full gamut – a travelogue: The D599 and the A61  | 22:42 |

Er verschenen twee versies van dit album: één als dubbel-cd en één aangevuld met boekwerk (het sf-verhaal) geschreven Tillison en geïllustreerd door Antoine Eltori. Dit gaf tevens de verklaring van de titel; het werkelijke leven (van Tillison als babyboomer) zou nooit zo goed worden als het boek ("The future was . . .  not as good as the book"). De heren lieten weten voor een wat moderne sound te gaan, maar de muziek bleef lijken op die van Caravan, Van der Graaf Generator en Yes met name album Relayer in de complexiteit van de muziek